# Ескалби
Ескалби́ (рос. Эскалбы) — селище у складі Тавдинського міського округу Свердловської області.
Населення — 1 особа (2010, 7 у 2002).
Національний склад населення станом на 2002 рік: татари — 100 %.